# ادب مرد به ز دولت اوست تحریر شد
ادب مرد به ز دولت اوست تحریر شد کمدی‌ای به قلم ایرج پزشکزاد است که در ۱۳۵۲ نوشته و به وسیلهٔ انتشارات صفی علیشاه با طرح جلدی از صادق تبریزی با عنوان کامل ادب مرد به ز دولت اوست تحریر شد: کمدی در سه قسمت با یک مقدمه و یک مؤخره منتشر شد. داستان نمایش پیرامون یک کارمند و دغدغه‌های انسانی وسوسه‌های شیطانی‌اش. داستان در قالب نمایش‌نامه‌ی طنزی پرگفتگوست و مملو از کنایات و استعاره‌های طنز.

## داستان
آقای پورعلیزاده کارمند سادهٔ عیالوارِ باوجدانی است که حاضر نشده رشوه‌ای ده‌هزار برابر مزد ماهانه‌اش را در ازای یک کار بی‌دردسر بگیرد. به ناچار فریفتن او را، که به مرض «پارسایی از درجه پنج» مبتلاست، شیطان خود وارد زندگیش می‌شود.